# 舩橋求己
舩橋 求己（ふなはし もとき、1911年（明治44年）8月14日 - 1984年（昭和59年）2月4日）は、日本の政治家。3期10年にわたり京都市長を務める。全国革新市長会副会長。

## 来歴
岡山県岡山市出身。旧制第二岡山中学校（現；岡山県立岡山操山中学校・高等学校）、1934年京都帝国大学経済学部を卒業後、京都市役所に入庁。研修時代には交通局に所属し、市電の運転も行った。その後は住宅局、民生局、水道局（現：上下水道局）の各局長などを経て、1967年助役に就任。1971年の京都市長選に日本社会党と日本共産党の推薦を得て出馬し、前民社党代議士の永末英一らを破り初当選を果たす。
当選時は、同じく革新系の京都府知事蜷川虎三も「府市協調を歓迎する」と発言したものの、1975年の市長選では社会党の妨害によりこれまでの社共共闘が崩壊。社公民の推薦と共産党の支持のほか、「再び市政の担い手となることを希望する」として自民党も支援を打ち出したことから、保革5党相乗り体制により増田眞一、高田がんをやぶり再選。この時の選挙は京都名物に擬えて五色豆選挙と呼ばれた。1979年の市長選でも従来の5党に新自クを加え、社民連以外の6党による支援を背景に、新顔の幡新守也を破り3選。
1981年5月、自宅においてクモ膜下出血で倒れた。同年7月26日、任期途中で市長を退任した。
1984年2月4日、肺炎のため京都市中京区の京都市立病院で死去。72歳。
市長在任中は市電撤去と地下鉄建設を進めたほか、全国初の罰則つき空き缶条例の制定などを行った。